# Obiekt Mayalla
Obiekt Mayalla (również Arp 148) – para galaktyk, których obecny wygląd jest skutkiem kolizji. Znajduje się w konstelacji Wielkiej Niedźwiedzicy, w odległości około 500 milionów lat świetlnych od Ziemi. Para ta została odkryta 13 marca 1940 roku w Obserwatorium Licka przez Nicholasa Mayalla, który opisał ją jako wyjątkową mgławicę w kształcie znaku zapytania.
Kolizja obu galaktyk rozłożyła jeden z obiektów w pierścień, a drugi w kształcie ogona znacznie wydłużyła. Powstała w ten sposób fala uderzeniowa działająca początkowo do centrum, a potem od centrum na zewnątrz pierścienia. Obserwacje prowadzone w podczerwieni wskazują na silne zaciemnienie tego obszaru, który wygląda jak ciemny pas w świetle optycznym.